# خوسيه أسونسيون سيلفا
خوسيه أسونسيون سيلفا (بالإسبانية: José Asunción Silva) (27 تشرين الثاني/نوفمبر 1865 في بوغوتا – 23 أيار/مايو عام 1896 في بوغوتا) هو شاعرٌ كولومبي ويُعتبر واحدا من أبرز مؤسسي الحركة الحداثيّة الإسبانية-الأمريكيّة.

## الحياة

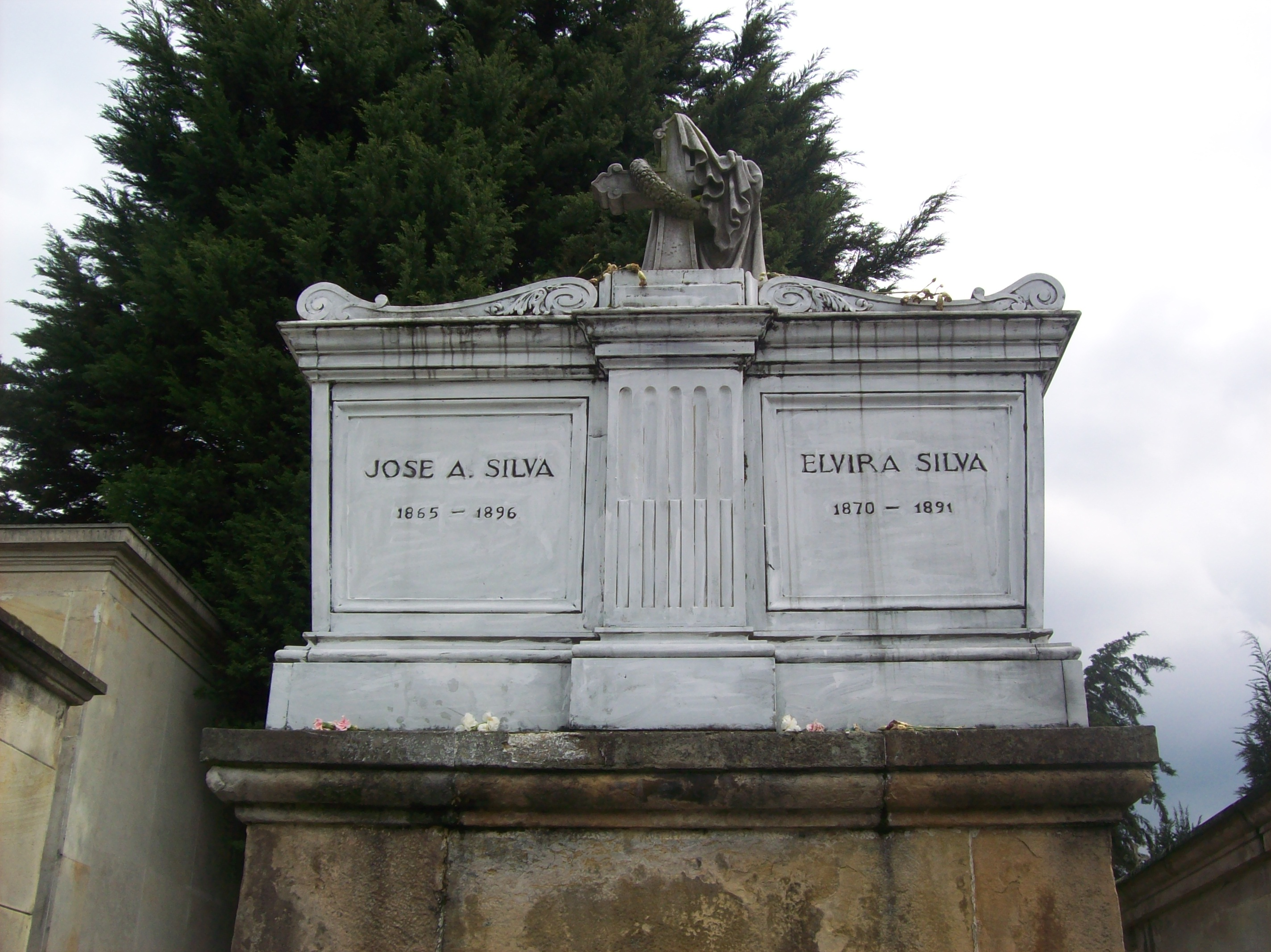
قبر خوسيه أسونسيون سيلفا، قصيدة كولومبية

ولد خوسيه لعائلة غنيّة كانت تقطنُ في مدينة بوغوتا وعاشَ حياة مُريحة بفضل الوضع العائلي الممتاز. عندما بلغَ العاشرة من عمره؛ بدأَ في كتابة بعضٍ من قصائده الأولى ثمّ سافر بحلول عام 1882 سافر إلى إنجلترا وسويسرا وفرنسا. في هذه الأخيرة وبالضبط في العاصمة باريس؛ اجتمعَ خوسيه مع غيره من الشعراء المعاصرين والفنانين بما في ذلك ستيفان مالارميه وغوستاف مورو. أثرت رحلته إلى أوروبا على أسلوبه لدرجة أنّه تطرّق للعديد من المواضيع الفرنسية. مع وفاة والده؛ واجهت أسرته بعض الصعوبات المالية حيثُ وجدَ أسونسيون سيلفا نفسه مجبرًا على العودة إلى كولومبيا. بعدَ عجزه عن دفع ديون هائلة فوق كهل العائلة؛ قرّرَ خوسيه العملَ في منصبٍ دبلوماسي في كاراكاس. بدعمٍ من زملائه؛ عادَ خوسيه للشعر ثم توقف مُجددًا في عام 1892 بعدما توفي أحد أقربائه. بحلول عام 1895؛ غرقت سفينة في البحر كانت تحملُ عددًا من أعمال خوسيه ففقدها إلى الأبد لكنه عادَ مُجددًا للمجال الذي يُحبه بعدما فكّر مليًا في هجرته. انتحرَ سيلفا بعد حفل عشاء مساء يوم 23 مايو 1896 لسببٍ مجهول.

## الموت
في صباح يوم 24 أيار/مايو عام 1896؛ وجدت الخادمة السيّدَ أسونسيون سيلفا ميتًا في سريره مع بندقية بالقرب من جثته. تبيّن فيما بعد أنّ الشاعر الكولومبي قد أطلقَ النّار على نفسه في ليلة ذاك اليوم. لم يُعرف سبب انتحاره على وجه التحديد وقد تضاربت الأنباء حولَ السبب الحقيقي فحين رجّح البعض أنّ وفاة شقيقته ألفيرا وفقدان ما يقرب من جميع أعماله عندما غرقت سفينته بالقرب من رصيف في البحر الكاريبي ثم تراكم ديونه ذكر آخرون أنّ السبب لا يعلمهُ إلّا هوَ. دُفنَ سيلفا في المقبرة المركزية في بوغوتا ولتخليد ذكراه حُوّل منزله إلى متحف للإبقاء على إرثه.

## روابط خارجية
- خوسيه أسونسيون سيلفا على موقع الموسوعة البريطانية (الإنجليزية)